# Ex gratia
 Ex gratia (иногда ex-gratia) — латинское выражение (буквально — по милости), используемое чаще всего в юридическом контексте. Когда что-то сделано ex gratia, это сделано добровольно, из милости, от доброты побуждений. Юридическое или физическое лицо, осуществляющее такие выплаты, не признает за собой никакой юридической ответственности.
Выплаты Ex gratia физическим лицам со стороны организаций, правительств и страхователей отличаются от страховых. В случае страховки имеется обязанность выполнения платежей, тогда как платеж ex gratia выражает добрую волю плательщика. Может применяться при утрате собственности или ущербе, или при сокращениях персонала. Существуют особенности налогообложения подобных выплат, в частности, в США они не облагаются налогами федерации и штата, в Великобритании не облагаются налогом в размере до 30 тыс.фунтов.
Некоторые примеры выплат ex gratia со стороны государств:
- В 1988 году США предложила компенсацию родственникам пассажиров авиалайнера, сбитого над персидским заливом[3][4][5][6]. Общий размер компенсации в 1996 году составил 61.8 миллиона долларов[7].
- США выплатили 4.5 млн долларов семьям убитых и пострадавшим в ходе бомбардировки китайского посольства в Белграде в 1999 году[8].
- В конце 2003 года Украина выплатила родственникам пассажиров, погибших над Чёрным морем в 2001 году, 15.3 миллиона долларов[9].